# غونتر لامبريشت
غونتر لامبريشت (بالألمانية: Günter Lamprecht)‏ (و. 1930  م) هو ممثل أفلام، وممثل تلفزي ألماني، ولد في برلين.

## جوائز
حصل على جوائز منها:
- نيشان الاستحقاق لبرلين
- وسام الاستحقاق في ولاية شمال الراين وستفاليا
- نيشان استحقاق صليب الضباط لجمهورية ألمانيا الاتحادية

## وصلات خارجية
- غونتر لامبريشت على موقع IMDb (الإنجليزية)
- غونتر لامبريشت على موقع مونزينجر (الألمانية)
- غونتر لامبريشت على موقع ألو سيني (الفرنسية)
- غونتر لامبريشت على موقع ميوزك برينز (الإنجليزية)
- غونتر لامبريشت على موقع أول موفي (الإنجليزية)
- غونتر لامبريشت على موقع قاعدة بيانات الأفلام السويدية (السويدية)
- غونتر لامبريشت على موقع قاعدة بيانات الأفلام السويدية (السويدية)
- غونتر لامبريشت على موقع ديسكوغز (الإنجليزية)
- غونتر لامبريشت على موقع قاعدة بيانات الفيلم (الإنجليزية)
- غونتر لامبريشت على موقع كينوبويسك (الروسية)